# Teatre de Liepāja
El Teatre de Liepāja (en letó,  Liepājas teātris) és un teatre professional de Letònia fundat el 1907. Està situat a la ciutat de Liepāja i consta d'una única sala amb capacitat per a 600 espectadors. Les actuacions es realitzen en letó.

## Història
El teatre va ser inaugurat l'11 de març de 1907 amb l'obra L'oncle Vània d'Anton Txékhov. A partir de 1912, també s'hi van muntar espectacles musicals. El 1915 es va acabar la nova construcció actual de l'edifici del teatre en estil neoclàssic. Durant l'ocupació alemanya s'hi van representar actuacions en alemany; després de la rendició alemanya el teatre va reprendre les seves activitats normals.
Sota l'ocupació soviètica del 3 de novembre de 1940, als seus locals es va realitzar la cerimònia dels primers escolars pioners de Jelgava. Durant la Segona Guerra Mundial, el 1944 l'edifici va ser destruït per un incendi i restaurat immediatament. L'establiment ha estat conegut per diversos noms diferents; l'actual li va ser donat el 1998.
La companyia del teatre ha participat en diversos festivals d'art dramàtic, com la Màscara d'Or a Moscou (2011i 2013), el Festival de Viena i el Festival de Kontakt a Polònia el 2014. Molts dels seus actors i directors han rebut premis del festival letó Spēlmaņu nakts.
A partir de l'any 2000, el teatre va sofrir greus problemes econòmics per falta de subvencions, que el van posar en perill de tancament. El 2014 el teatre va haver d'interrompre la cooperació amb el director rus Bogomólov. El director a càrrec del teatre, Herbert Laukšteins, s'ha dirigit algunes vegades als mitjans de comunicació de Letònia per fer conèixer el problema.